# Cryptocarya brevipes
Cryptocarya brevipes är en lagerväxtart som beskrevs av C. K. Allen. Cryptocarya brevipes ingår i släktet Cryptocarya och familjen lagerväxter. Inga underarter finns listade i Catalogue of Life.